# Diocèse luthérien de Copenhague
Pour les articles homonymes, voir Diocèse de Copenhague.
Le diocèse de Copenhague est l'un des diocèses de l'Église luthérienne du Danemark. Son siège épiscopal se situe à la cathédrale de Copenhague. Son territoire couvre les communes de Copenhague, Frederiksberg et Bornholm.
Le diocèse de Copenhague a été fondé en 1922, par division du diocèse de Seeland (en), l'autre partie formant le diocèse de Roskilde. Il a ensuite été réduit en 1961, par séparation du diocèse d'Elseneur.